# Epodos
Epodos é como se conhece uma das obras de Horácio, poeta romano do século I antes de Cristo, que reúne versos escritos em forma de epodo (e também de iambos), com 17 pequenos poemas versando sobre assuntos de Roma. A obra divide-se em duas partes (Epodos 1-10 e 11-17).
Fruto da juventude do poeta, foram escritos ao mesmo tempo que o primeiro volume de suas Sátiras, entre os anos 41-30 a.C., à moda do poeta grego Arquíloco.

## Análise da obra
Neste trabalho, como nos demais de Horácio, notam-se várias narrativas autobiográficas: o autor usa seguidamente a primeira pessoa, construindo em seus livros (às vezes de forma não tão clara ao leitor moderno) suas idades, de tal forma que este é um elemento que serve de ligação entre as suas obras.
Embora essas afirmações sejam aceitas de forma controversa, Horácio parece ter sofrido influência dos trabalhos de Catulo (na divisão da obra em duas partes, por exemplo) e de Calímaco, apresentando-se como seguidor de Lucílio, poeta satírico (tal como se declararam ainda Safo e Alceu).
Este tipo de poesia, originário da Grécia, a chamada "poesia iâmbica" ou "iambos", era conhecida pelo seu tom coloquial e invectivo, tendo casos como o de Arquíloco, em que era uma invectiva ofensiva.

### Exemplo - o Epodo X
Neste epodo Horácio lança suas invectivas contra um indivíduo da Gália chamado Mérvio, por ele dito como mau versejador, contrário às suas preferências pelo classicismo antigo.
Assim, nos seus versos, evoca Horácio as forças da natureza para que, estando Mérvio ao mar, tudo ocorra para seu fim em um naufrágio; na linguagem empregada serve-se de metáforas e prosopopeias.
Excerto:
Sai do porto, com mau auspício, a nau,

levando o fétido Mévio.

Lembra-te, ó Austro,

de bater ambos os lados com terríveis ondas.

Revolvendo o mar, que o tenebroso Euro

disperse os cabos e os remos quebrados.

que Aquilão surja quão grande os altos montes

que destrói as agitadas azinheiras.

Que não apareça astro favorável na sombria noite

em que o irado Órion se põe,

nem que seja levado em mar mais tranquilo

que tropa Grega dos vencedores, quando, incendiada Troia,

Palas voltou sua ira contra

a ímpia nau de Ájax.

## Traduções ao português
- HORÁCIO. Odes e Epodos. Tradução de Bento Prado de Almeida Ferraz e organização de Anna Lia Amaral de Almeida Prado. São Paulo: Martins Fontes, 2003. 269 páginas. ISBN 85-336-1920-0 (esta obra, contudo, é uma seleção à qual faltam 54 odes e 6 epodos)